# Pterocallis alni
Pterocallis alni är en insektsart som först beskrevs av De Geer 1773. Enligt Catalogue of Life ingår Pterocallis alni i släktet Pterocallis och familjen långrörsbladlöss, men enligt Dyntaxa är tillhörigheten istället släktet Pterocallis och familjen borstbladlöss. Arten är reproducerande i Sverige. Inga underarter finns listade i Catalogue of Life.